# Kagen
Kagen (japanska: 嘉元?, Kagen), 1303–1306, är en period i den japanska tideräkningen. Kejsare var Go-Nijō och shogun prins Hisaaki.